# Merrick (Galloway)
Merrick (del gaélico escocés: A' Mhearag) es la montaña más alta en las Southern Uplands de Escocia meridional Reino Unido, y forma parte de la cordillera de Awful Hand. La ruta más corta de ascenso es desde el aparcamiento en Glen Trool. El aparcamiento está cerca de Bruces Stane, un monumento que conmemora la victoria de Roberto Bruce sobre las fuerzas inglesas de Eduardo II en la batalla de Glen Trool en 1307.
Un rasgo interesante de la montaña es la presencia de varios grandes cantos rodados de granito en gran medida enterrados a alrededor de 800 metros de la amplia cresta occidental. No se sabe con exactitud cómo han llegado aquí estos cantos rodados de origen glaciar, tan cerca del punto más alto de las Southern Uplands y a más de 200 metros por encima de cualquier otro canto rodado de granito actual en las colinas Galloway.

## Senderismo
El Merrick es una colina relativamente fácil de alcanzar desde el aparcamiento. La ruta asciende pasanto la arruinada cabaña de Culsharg luego hacia Benyellary. Después de descender ligeramente el ascenso final a la trig-poiint cumbre se hace. Hay que tener cuidado de que descender en pobre visibilidad es un error muy frecuente es bajar por la cresta occidental a terreno remoto. La total distnacia ide y vuelta desde Glen Trool a la cumbre y vuelta es justo por debajo de 8 millas.

## Ascenso
Debido a la naturaleza de la roca ninguna escalada buena se ha documentado en el Merrick. No obstante, en verano después de una buena helada, hay una serie de buenos ascensos en hielo de alrededor de 200 m en la Black Gairy, que queda al oeste de la cima.